# فريد شوقي (لاعب كرة قدم)
فريد شوقي (مواليد 19 ديسمبر 1989) هو لاعب كرة قدم مصري، يلعب لصالح النادي المصري في مركز الوسط المدافع.